# Archibald V. Arnold
 Der er for få eller ingen kildehenvisninger i denne artikel, hvilket er et problem. Du kan hjælpe ved at angive troværdige kilder til de påstande, som fremføres i artiklen.

 Archibald Vincent Arnold (24. februar 1889 – 4. januar 1973) var en amerikansk generalmajor under 2. verdenskrig.

## Biografi
Han var næstkommanderende for 7th Infantry Division under Slaget om Aleuterne. Arnold var også næstkommanderende for den 7. infanteridivison under resten af Stillehavskrigen, indtil han blev øverstkommanderende for hele 7th Infantry Division.
Han var chef for det 7. i Slaget om Filippinerne og Slaget om Okinawa.
Efter krigen blev han gjort til militærguvernør for Korea.
Han blev gift med Margaret Treat Arnold.